# Galeruca macchoi
Galeruca macchoi é uma espécie de insetos coleópteros polífagos pertencente à família Chrysomelidae.
A autoridade científica da espécie é Joannis, tendo sido descrita no ano de 1865. Trata-se de uma espécie presente no território português.